# Alex Beaulieu-Marchand
Alex Beaulieu-Marchand (Quebec, 3 de marzo de 1994) es un deportista canadiense que compite en esquí acrobático, especialista en las pruebas de big air y slopestyle.
Participó en dos Juegos Olímpicos de Invierno, en los años 2014 y 2018, obteniendo una medalla de bronce en Pyeongchang 2018, en la prueba de slopestyle.
Ganó una medalla de bronce en el Campeonato Mundial de Esquí Acrobático de 2019. Adicionalmente, consiguió cuatro medallas en los X Games de Invierno.

## Medallero internacional
| Juegos Olímpicos   | Juegos Olímpicos            | Juegos Olímpicos  | Juegos Olímpicos |
| Año                | Lugar                       | Medalla           | Prueba           |
| ------------------ | --------------------------- | ----------------- | ---------------- |
| 2018               | Pyeongchang (Corea del Sur) | Medalla de bronce | Slopestyle       |
| Campeonato Mundial |                             |                   |                  |
| Año                | Lugar                       | Medalla           | Prueba           |
| 2019               | Park City (Estados Unidos)  | Medalla de bronce | Big air          |

| X Games de Invierno | X Games de Invierno    | X Games de Invierno | X Games de Invierno |
| Año                 | Lugar                  | Medalla             | Prueba              |
| ------------------- | ---------------------- | ------------------- | ------------------- |
| 2017                | Aspen (Estados Unidos) | Medalla de bronce   | Slopestyle          |
| 2019                | Aspen (Estados Unidos) | Medalla de plata    | Big air             |
| 2019                | Aspen (Estados Unidos) | Medalla de plata    | Slopestyle          |
| 2019                | Bærum (Noruega)        | Medalla de bronce   | Big air             |